# Helden aus der zweiten Reihe
Helden aus der zweiten Reihe (en.: The Replacements, dt.: Die Vertreter) ist ein US-amerikanischer Sportfilm mit Keanu Reeves und Gene Hackman in den Hauptrollen. Regisseur des Films ist Howard Deutch, Produzent ist Dylan Sellers.

## Handlung
In dem Film geht es um eine American-Football-Profiliga, deren Spieler streiken (wie das reale Vorbild NFL in den Saisons NFL 1982 und vor allem NFL 1987). Die Liga beschließt, mit kurzfristig zusammengewürfelten Mannschaften weiterzuspielen, bis die etablierten Profis einknicken.
Bei den „Washington Sentinels“ in der National Football League geht die aktuelle Saison ihrem Ende entgegen. Die Playoff-Runde rückt in greifbare Nähe. Ausgerechnet zu diesem höchst ungünstigen Zeitpunkt fängt das Team der Washington Sentinels einen Streik an. Grund: Die profitgierigen Sport-Stars wollen (noch) mehr Geld. Edward O’Neil, der Besitzer der Sentinels, wendet sich in seiner Verzweiflung an Washingtons legendären, mittlerweile längst in Rente gegangenen Trainer Jimmy McGinty.
Der alte Coach soll binnen einer Woche ein Team aus Ersatzspielern zusammenstellen. Das Resultat ist eine bunt zusammengewürfelte Truppe aus Underdogs, die völlig unverhofft ihre zweite Chance erhalten.
Angeführt wird das Außenseiter-Team von Ex-Quarterback Shane Falco, der einst wegen mangelnder Nervenstärke seine Profi-Karriere vorzeitig beendet hatte. Weiterhin rekrutierte McGinty den sprintstarken aber fangschwachen Clifford Franklin, den ungestümen Psycho-Polizisten Daniel Bateman, den ehemaligen walisischen Fußball-Profi Nigel „The Leg“ Gruff, Knast-Freigänger Earl Wilkinson alias „Smith“ und Sumo-Ringer Jumbo Fumiko. Nach anfänglichen Schwierigkeiten vollbringen die „Replacements“ wahre Wunder, auch gegen die gehässigen Profis.
Falco freundet sich mit dem Cheerleader Annabelle Farrell an. Beziehungen zwischen den Spielern und den Cheerleadern sind grundsätzlich verboten, trotzdem werden Falco und Farrell ein Paar.

## Kritiken
James Berardinelli schrieb auf ReelViews, dass der Film sich „irgendwo zwischen mittelmäßigen Sportfilmen und schlechten Sportfilmen“ befinde.

## Sonstiges
Es war Jack Wardens letzter Film.